# Matthew J. Evans
Matthew J. Evans (San Luis Obispo, 9 agosto 1996) è un attore, regista e produttore cinematografico statunitense conosciuto per aver interpretato il ruolo di Garrett Tiara nel film Bad Teacher - Una cattiva maestra.

## Biografia e carriera
Matthew è nato a San Luis Obispo, California. Ha fatto il suo debutto nella carriera di attore all'età di 4 anni e ha iniziato a lavorare nel cinema e in televisione quando aveva 9 anni. 
Nel 2011, Matthew ha interpretato il ruolo di Garrett Tiara accanto a Cameron Diaz nel film commedia della Columbia Pictures, Bad Teacher, per il quale ha ricevuto un Young Artist Award. 
Matthew canta, suona la chitarra e il basso. Ha prodotto e curato quattro cortometraggi documentari di cui ha ricevuto numerosi premi.

## Filmografia

### Attore
- Scrubs - Medici ai primi ferri (Scrubs) (2006) - serie TV
- All of Us (2006) - serie TV
- C'è sempre il sole a Philadelphia (It's Always Sunny in Philadelphia) (2006) - serie TV
- The King of Queens (2006) - serie TV
- Smiley Face, regia di Gregg Araki (2007)
- Drake & Josh (2007) - serie TV
- Zoey 101 (2007) - serie TV
- Cavemen (2008)  - serie TV
- Birthmark, regia di David Woods (2008) - cortometraggio
- Downstream, regia di Simone Bartesaghi, Philip Kim, Neil Kinsella (2010)
- Bad Teacher - Una cattiva maestra (Bad Teacher), regia di Jake Kasdan (2011)
- Lab Rats (2013) - serie TV

### Produttore e regista

#### Cortometraggi
- Staying Spry (2009)
- A War Story, A Love Story (2010)
- Poetic Justice Project (2011)
- A Quest For Peace: Nonviolence Among Religions (2012)

## Riconoscimenti
| Anno | Evento                                                   | Premio                                                      | Lavoro                                         | Risultato       |
| ---- | -------------------------------------------------------- | ----------------------------------------------------------- | ---------------------------------------------- | --------------- |
| 2009 | San Luis Obispo International Film Festival              | 1st place                                                   | Staying Spry                                   | Vincitore/trice |
| 2010 | Interlochen Future of Cinema International Film Festival | Best Documentary                                            | A War Story, A Love Story                      | Vincitore/trice |
| 2010 | San Luis Obispo International Film Festival              | Best Documentary Short Film                                 | A War Story, A Love Story                      | Vincitore/trice |
| 2011 | Spirit Quest Film Festival                               | Best Student Documentary                                    | Poetic Justice Project                         | Vincitore/trice |
| 2011 | Northwest Ohio Independent Film Festival                 | Best Young Filmmaker                                        | Poetic Justice Project                         | Vincitore/trice |
| 2011 | Red Rock Film Festival                                   | Best Young Filmmaker Documentary Short                      | Poetic Justice Project                         | Vincitore/trice |
| 2012 | Doc Miami Film Festival                                  | Best Short Film                                             | A Quest For Peace: Nonviolence Among Religions | Vincitore/trice |
| 2012 | Jax Film Festival                                        | Best Youth Short Film                                       | A Quest For Peace: Nonviolence Among Religions | Vincitore/trice |
| 2012 | Young Artist Award                                       | Best Performance in a Feature Film – Supporting Young Actor | Bad Teacher                                    | Vincitore/trice |
| 2013 | San Luis Obispo International Film Festival              | Filmmakers of Tomorrow Award                                | A Quest for Peace: Nonviolence Among Religions | Vincitore/trice |